# Noordpolder (Terneuzen)
De Noordpolder is een polder in Terneuzen in de Nederlandse provincie Zeeland. De polder behoort tot de Zaamslagpolders.

## Geschiedenis
De Noordpolder is ontstaan door herdijking van het noordelijk deel van de geïnundeerde Lievenspolder. Dit geschiedde in 1606, waarbij een polder van 50 ha ontstond.

### Oesterteelt
In 1882 werd vóór de Noordpolder een kade met oesterputten aangelegd. Deze putten waren in 1936 eigendom van de NV Maatschappij tot Exploitatie der Oesterput "Ostrea". Deze maatschappij kreeg een vergunning voor verdere voortzetting van de oestercultuur, die echter in de praktijk na enige tijd niet meer werd uitgeoefend, zodat de vergunning in 1956 verviel. De kade werd rechtgetrokken en opgewaardeerd tot zeedijk, zodat 10 ha buitendijkse grond aan het land werd toegevoegd. De kade werd uitgebouwd tot een boulevard.

### Heden
Tegenwoordig is de Noordpolder geheel bebouwd en vormt een wijk in Terneuzen. De Scheldeboulevard en de Churchilllaan vormen het waterfront.